# Rolf Mayer-Schalburg
Rolf Mayer-Schalburg (* 25. März 1883 in Metz; † 11. September 1976 in Frankfurt am Main) war ein deutscher Landwirt und Verbandsfunktionär.
Von 1946 bis 1957 war er Hauptgeschäftsführer der Deutschen Landwirtschafts-Gesellschaft (DLG).

## Ehrungen
- 1953: Großes Verdienstkreuz der Bundesrepublik Deutschland